# Tim Miller
Tim Miller é um diretor de cinema e especialista em efeitos especiais americano. Tornou-se conhecido por dirigir o filme Deadpool, de 2016, sendo também cofundador e diretor criativo da Blur Studio, uma empresa especializada em efeitos especiais.

## Biografia
Em 1995, fundou a Blur Studio junto com David Stinnett, a empresa foi responsável por cenas de efeitos especiais de inúmeros filmes hollywoodianos, dentre seus trabalhos mais famosos está as cenas de sequências intergalácticas de "Avatar" e a cena de abertura do filme Thor: O Mundo Sombrio. A empresa foi responsável pelos efeitos especiais de Deadpool, filme que Miller dirigiu.
Em 2005 foi indicado ao Óscar de "Melhor Curta-Metragem de Animação" por Gopher Broke, mas não venceu.
Especialista de efeitos visuais desde os anos 90, Miller faz sua estreia como diretor em Deadpool em 2016. Em entrevista ao site Omelete falou sobre estrear como diretor aos 50 anos: "Não desista nunca, porque para mim, aos 50 anos, parecia que minha chance [de ser diretor] não viria mais. Mas apareceu, principalmente porque eu permaneci no jogo e me recusei a desistir. Se você continuar tentando, as coisas acabam se alinhando".
Com Deadpool, Tim Miller detém o recorde de maior bilheteria de estreia para um diretor estreante. Alguns dias depois, Miller bateu outro recorde com o filme, o filme mais lucrativo já feito por um diretor estreante.
Em 2019, foi lançada a série de curtas animados Love, Death & Robots, com produção executiva de Miller, além de sua participação como diretor em um episódio. No mesmo ano, realizou seu segundo trabalho como cineasta, Terminator: Dark Fate.